# Siarhei Jihalka
Siarhei Jihalka (belarús: Сяргей Жыгалка, transcripció anglesa (FIDE) : Sergei Zhigalko); Minsk, 28 de març de 1989) és un jugador d'escacs que té el títol de Gran Mestre des del 2007. És germà del Gran Mestre Andrei Jigalka.
Tot i que roman inactiu des del gener de 2020 la llista d'Elo de la FIDE del gener de 2022, hi tenia un Elo de 2572 punts, cosa que en feia el jugador número 3 de Belarús. El seu màxim Elo va ser de 2696 punts, a la llista de setembre de 2011 (posició 52 al rànquing mundial).

## Resultats destacats en competició
Jigalka el 2003 va guanyar campionat europeu Sub-14 i el 2006 el campionat europeu Sub-18.
Va competir a la Copa del Món de 2007 com un dels cinc nominats pel president de la FIDE i va ser eliminat a la primera ronda per Krishnan Sasikiran.
Fou segon pel desempat al Campionat del Món Juvenil de 2009 darrere de Maxime Vachier-Lagrave.
El 2010, empatà als llocs 1r-4t amb Maksim Túrov, Vitali Gólod i Rinat Jumabayev al IV Memorial Agzamov.
Va compartir el cinquè lloc en el Campionat d'Europeu Individual de 2011 on va guanyar un lloc per a participar en la Copa del Món del mateix any. Va perdre a la primera ronda contra Anton Filippov.
Va guanyar l'Obert de Bakú el 2011 i el 2012.
Jigalka va guanyar el Campionat de Belarús en els anys 2012 i 2013
El desembre de 2014 fou 1-4 (quart en el desempat) de l'Al Ain Classic amb 7 punts de 9 (el campió fou Gaioz Nigalidze).
A la Copa del Món de 2015 va assolir la segona ronda després de derrotar Ivan Bukavxin a la primera ronda, però a la segona ronda va ser eliminat per Vesselín Topàlov.

### Participació en olimpíades d'escacs
Jigalka ha participat, representant Belarús, en quatre Olimpíades d'escacs entre els anys 2008 i 2014 (tres cops com a 1r tauler), amb un resultat de (+15 =18 –8), per un 58,5% de la puntuació. El seu millor resultat el va fer a les Olimpíada del 2012 en puntuar 7 de 10 (+5 =4 -1), amb el 70,0% de la puntuació, amb una performance de 2708.